# Karlsøyfjorden (Molde)
Karlsøyfjorden er en fjordarm af Romsdalsfjorden i Molde kommune i Romsdal  i Møre og Romsdal fylke i Norge. Fjorden har indløb mellem Kvalen på Sekken i syd og Fårøya i nord og går 12 kilometer mod øst til Røvik. Fjorden ligger på nordsiden af øen Sekken og syd for øerne som skiller fjorden fra Moldefjorden og Fannefjorden i nord.
En anden ø på nordsiden af fjorden er Bolsøya og Bolsøysundet går mellem øen og fastlandet. Bolsøybroen krydser sundet via fylkesvej 64, som går langs de indre dele af fjorden. Inderst i fjorden ligger bygden Røvik.